# Самраджья Лакшми
Самраджья Лакшми (1814 (?) — 1841) — жена короля Непала Раджендры. Вышла за него замуж в 10 лет.
Родилась в окрестностях Горакхпура. Законная королева пришла к власти в 1832 году после смерти Лалит Трипура Сундари, занявшей пост регента после смерти Гирвана Бикрама в 1806 году. Внешняя политика Самраджьи, оказывавшей сопротивление экспансии Британской империи, носила антиколониальный и прокитайский характер. Покровительствовала привилегированному роду Панде в противовес Тхапа. Несмотря на фактическую потери власти мухтияром Бхимсеном Тхапой после смерти Лалит, был лишён своего положения лишь в 1837 году под давлением королевы.
После внезапной смерти её младшего сына Барендры Самраджья обвинила Тхапу в преднамеренном отравлении ребёнка. Несмотря на отсутствие у неё доказательной базы, он впоследствии покончил жизнь самоубийством. Её старший сын Сурендра, родившийся в 1829 году, получил известность и под именем Махила Сахебджью. Самраджья желала отречения Раджендры в пользу её сына и наследника престола Сурендры. С целью склонить короля к данному решению уединилась близ храмового комплекса Пашупатинатх. Умерла 6 октября 1841 года в ходе путешествия в тераях.